# Minczewo

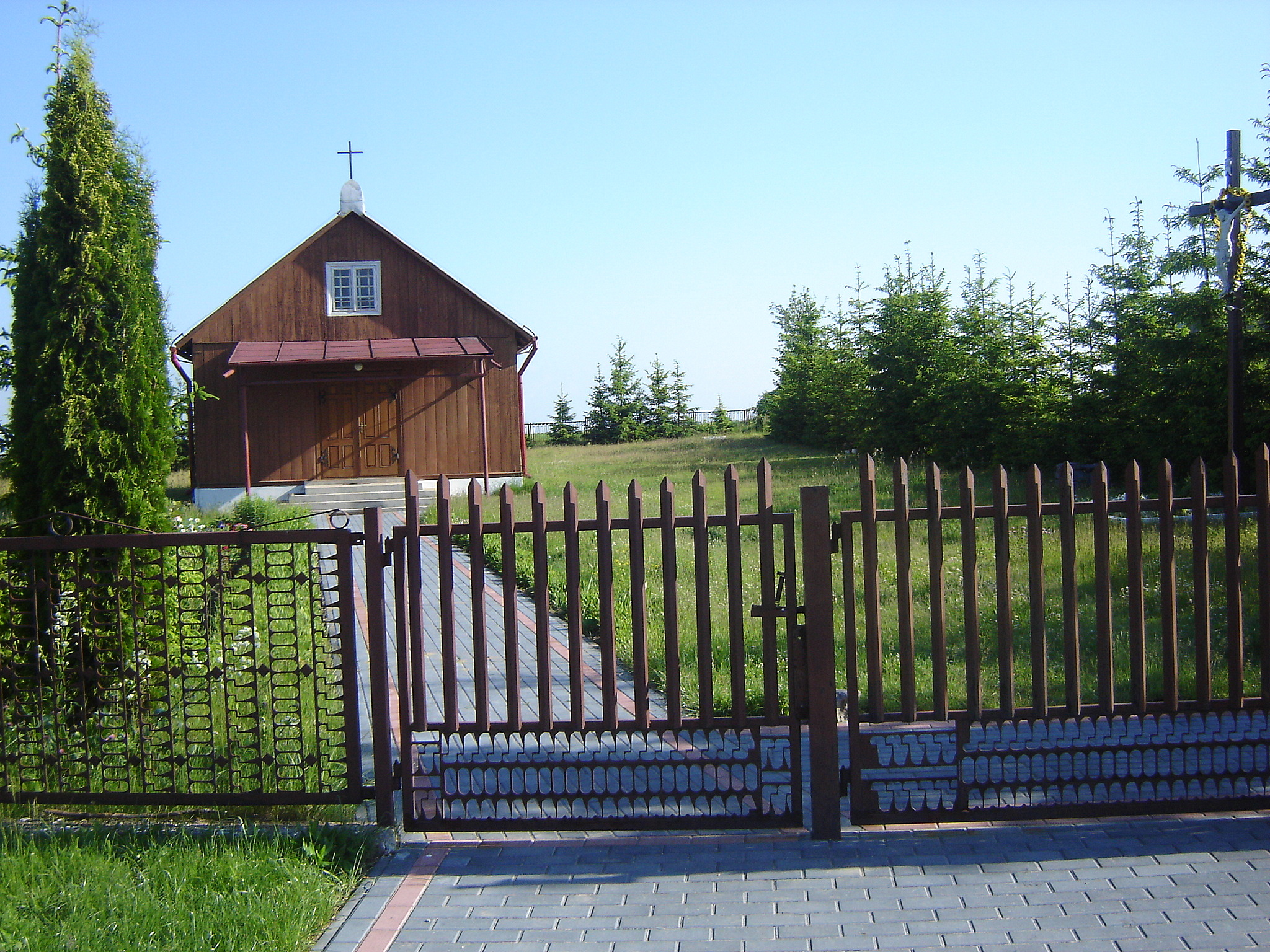

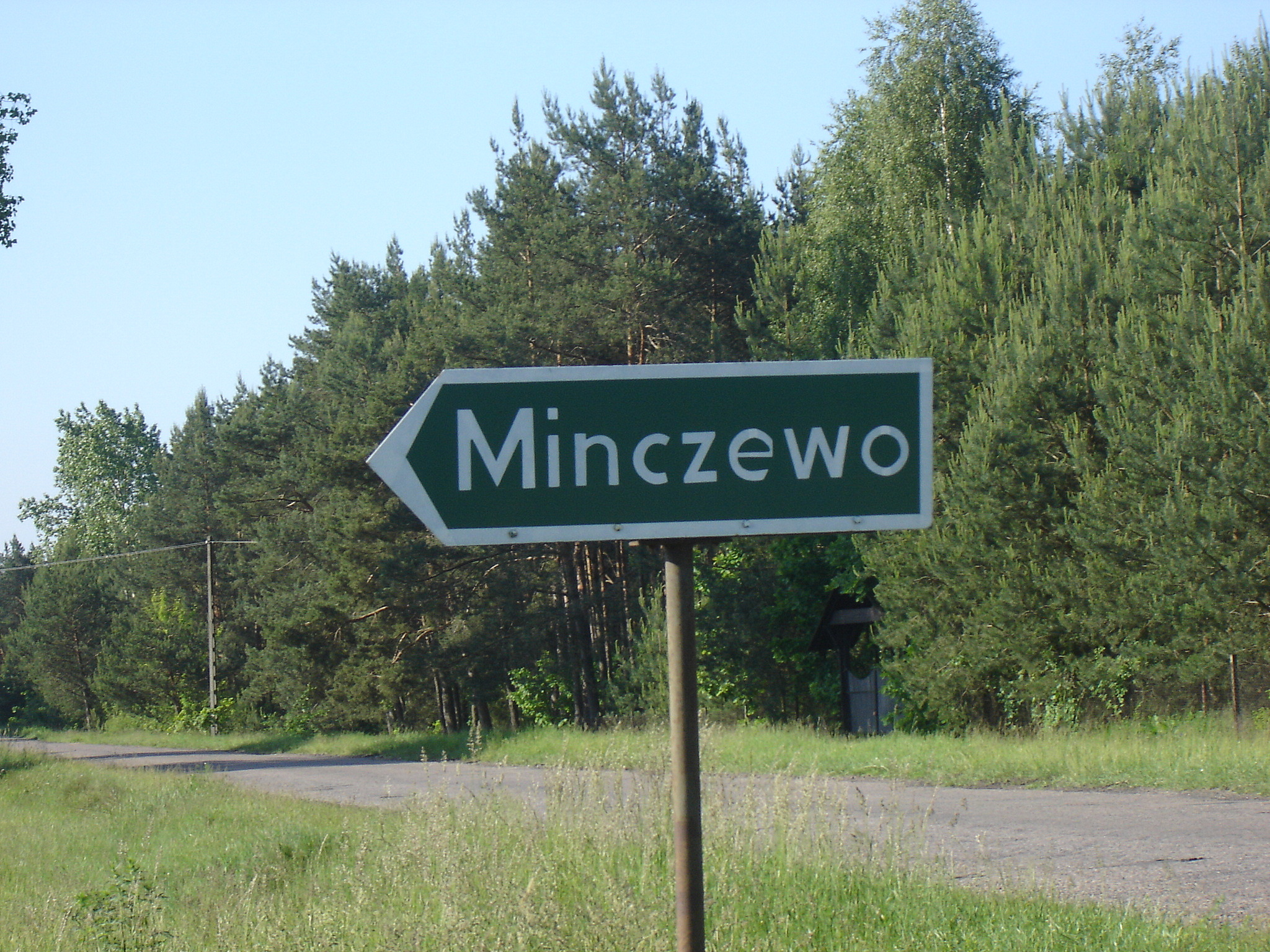

Minczewo – wieś w Polsce położona w województwie podlaskim, w powiecie siemiatyckim, w gminie Drohiczyn.
| SIMC    | Nazwa  | Rodzaj    |
| ------- | ------ | --------- |
| 0027602 | Milewo | część wsi |

W latach 1975–1998 miejscowość administracyjnie należała do województwa białostockiego. 
Wierni Kościoła rzymskokatolickiego należą do parafii Trójcy Przenajświętszej w Drohiczynie. W 1992 przeniesiono do wsi  z Siemiatycz-Stacji kaplicę pod wezwaniem Bożego Miłosierdzia. 